# Tabes dorsalis
Tabes dorsalis, též syfilitická myelopatie, tabická neurosyfilis či vysychání míchy je degenerativní onemocnění zadních rohů a provazců míšních s výskytem 5 % mezi nemocnými s pozdní syfilidou. Objevuje se 15 až 30 let po luetické nákaze. Onemocnění se projevuje postupnou ztrátou polohocitu, poruchami chůze, citlivosti dolních končetin a hlubokého čití. Onemocnění výrazně převažuje mezi muži, dnes je však velmi vzácné, podobně jako ostatní projevy terciární syfilis, jakými jsou např. gummata, progresivní paralýza atd.

## Patologie
Pro tkáně postižené tabes dorsalis je typická nepřítomnost treponemat, podstatou nemoci je totiž autoimunitní reakce, při níž dochází ke vzniku jizevnatých sklerotických ložisek; tabes lze souhrnně označit za chronickou progresivní meningomyelitidu. Vlákna zadních provazců (bílá hmota) jsou atrofována a demyelinizována. Degenerovanou tkáň postupně nahrazuje zmnožená astroglie. Plena nad změněnými provazci je ztluštělá a lymfocytárně infiltrovaná. V případě současného postižení postranních provazců se objevuje symptomatika horních končetin.

## Klinický obraz

### Symptomatika
Zpočátku se projevuje mírná slabost dolních končetin, parestézie (mravenčení, brnění), hypostézie (snížená citlivost, pocit chůze po mechu), následuje rozvoj spinální ataxie s pozitivním Rombergovým syndromem (nejistá chůze při zavřených očích nebo ve tmě) a příznačná tabická chůze (skákavá, nekoordinovaná, na široké bázi), přidružují se inkontinence moči, impotence, hyporeflexie až areflexie (vyhasnutí reflexů) nohou, týká se to zejména reflexu patelárního, únava, vzácně euforie či halucinace. Velmi časté jsou tabické krize.
Tabické krize jsou epizody silné bolesti v různých částech těla. Může se jednat o gastrické krize - nausea, zvracení, průjem, bolesti břicha mohou v krajních případech imitovat náhlou příhodu břišní. Vyskytnout se mohou laryngeální krize s dyspnoe a chrapotem, Pelovy krize s ostrými bolestmi za očima, slzením a světloplachostí. Pálivé bolesti mohou postihovat sedací a loketní nerv, častá je i glosodynie (pálení v ústech).
Pro tabes je patognomická tzv. Argyll-Robertsonova zornice (znekrouhlené, zúžené zornice, vyhaslá fotoreakce, zachovalá akomodace). S pokročilou tabes se rozvíjí Charcotova artropatie (poškození kloubů) a nebolestivá tvorba trofických vředů, rovněž může dojít k postižení sluchu a zrakového nervu. Neléčená tabes vyúsťuje v paraplegii a kachexii.

### Komplikace
Mezi komplikace tabes patří převážně hluchota a slepota. V některých případech se k tabes může přidružit progresivní paralýza - atrofie mozku, demence provázená výraznými změnami osobnosti, ztrátou společenských zábran, bludy a postižením pyramidových drah; poté se hovoří o taboparalýze.

## Diagnostika a léčba
Sérologie bývá jen slabě pozitivní, likvor bývá blíže normě než u paralytické demence. RRR bývá až ve 30 % případů negativní. Léčbou první volby je nitrožilní podávání penicilinu, k tišení bolesti lze využít opioidů, důležitá je i příslušná rehabilitace.

## V kultuře a společnosti
Mezi osobnostmi, které trpěly tabes dorsalis, nalezneme např. slavného vojevůdce vévodu Albrechta z Valdštejna, českého impresionistického básníka Antonína Sovu, německého romantického povídkáře E.T.A. Hoffmanna, nebo francouzského spisovatele Alphonse Daudeta, jenž si dokonce vedl deník o své bolestivé nemoci, který byl později vydán pod názvem La Doulou, v anglickém překladu In the Land of Pain (V zemi bolesti).
Svůj doktorát z lékařství na téma Vazomotorické změny při tabes dorsalis obhájil tvůrce Sherlocka Holmese, spisovatel Arthur Conan Doyle. Co se týče literárního a filmového zobrazení tabes dorsalis, podrobně vykreslená taboparalýza je vyobrazena v románu Jaroslava Havlíčka - Petrolejové lampy, kinematografické zpracování poté ve stejnojmenném filmu od Juraje Herze. Muže postiženého taboparalýzou zde hrál Petr Čepek.